# فرودگاه موگیلف
فرودگاه موگیلف (به انگلیسی: Mogilev Airport) یک فرودگاه همگانی با کد یاتا MVQ است که یک باند فرود آسفالت دارد و طول باند آن ۲۵۶۷ متر است. این فرودگاه در شهر موگیلف کشور بلاروس قرار دارد و در ارتفاع ۱۹۴ متری از سطح دریا واقع شده‌است.